# サボテンの花 (小説)
「サボテンの花」（サボテンのはな）は、宮部みゆきの短編小説。また、それを元にしたテレビドラマや舞台作品など。
初出は『小説現代』1989年3月号に掲載された。現在は短編集『我らが隣人の犯罪』（文藝春秋刊）に収録されている。

## あらすじ
卒業間近の6年1組の子供たちが、小学校卒業研究として「サボテンの超能力」を研究したいと言い出す。堅物の担任の宮崎先生は猛反対するが、定年間近の権藤教頭は、子供たちの好きなようにやらせてみようと言うのだった。しかし子供たちは、研究と称して次々に騒動を起こすようになり、また、他の教師や生徒の保護者からの風当たりも強く、権藤教頭は対応に追われることになる。
6年1組の生徒たちは以前、植物園の開園に合わせ、学校を脱出し、教師たちを騒がせたことがある。その時利用されたのが、大学生の秋山徹である。その後も、彼は研究を続ける子供たちを助け続ける。
研究発表の際も、秋山徹は、トリックの為のサクラとして活躍する。実際には、発表したサボテンの超能力はトリックであり、超能力の研究は、権藤教頭の「この世に一つだけの酒を飲む」という夢を実現する為にテキーラを醸造することを隠す口実だったのである。

## テレビドラマ
1991年9月23日に関西テレビ・フジテレビ系列の不思議サスペンスの一作品として放送された。

### キャスト
- 紺野美沙子
- 福原学
- 田村高廣
- 田中隆三
- 渡辺哲

## 舞台

### 2002年版
『ありがとうサボテン先生』（ありがとうサボテンせんせい）のタイトルで、2002年3月6日から3月28日まで日生劇場で公演が行われた。脚本・成井豊、演出・水田伸生。
しずくと月真和尚は原作にないキャラクターだが、原作に登場する大学生・秋山徹の役割を果たす役。6年1組の子供たちとしては子役が多数出演した。
キャスト
- 権藤教頭：いかりや長介
- 宮崎先生：佐藤アツヒロ
- しずく：篠原ともえ
- 月真和尚：北村総一朗
- 佐々木主任：濱田マリ

### 2007年版
2007年3月1日から3月6日までシアターBRAVA!で、3月14日から4月1日までシアターアプルで公演が行われた。
脚本：成井豊、演出：成井豊、白井直。演劇集団キャラメルボックスの公演。この公演でも、しずくと月真和尚が登場。6年1組の子供たちは大人の役者が演じた。
キャスト
- 権藤教頭：西川浩幸
- 秋山しずく：渡邊安理
- 宮崎先生：菅野良一
- 月真和尚：コング桑田

## 朗読劇
2015年10月6日、吉祥寺シアターにて公演された。
脚色：満仲由紀子、演出：小林俊夫。青二塾内の小劇団『アトリエ「ん」』の公演。出演者は青二塾出身の声優。
キャスト
- 相沢舞
- 三浦祥朗
- 龍谷修武
- 浦和めぐみ
- 幸野善之
- 満仲由紀子
- ゆうか
- 高幸
- 北川米彦